# HD 154948
HD 154948，又名CD-4411502，SAO 227688、HR 6371，是一颗恒星，视星等为5.08，位于銀經343.15，銀緯-2.87，其B1900.0坐标为赤經17h 3m 27.4s，赤緯-44° -2.87′ 43″。